# Мухоловка кавказька

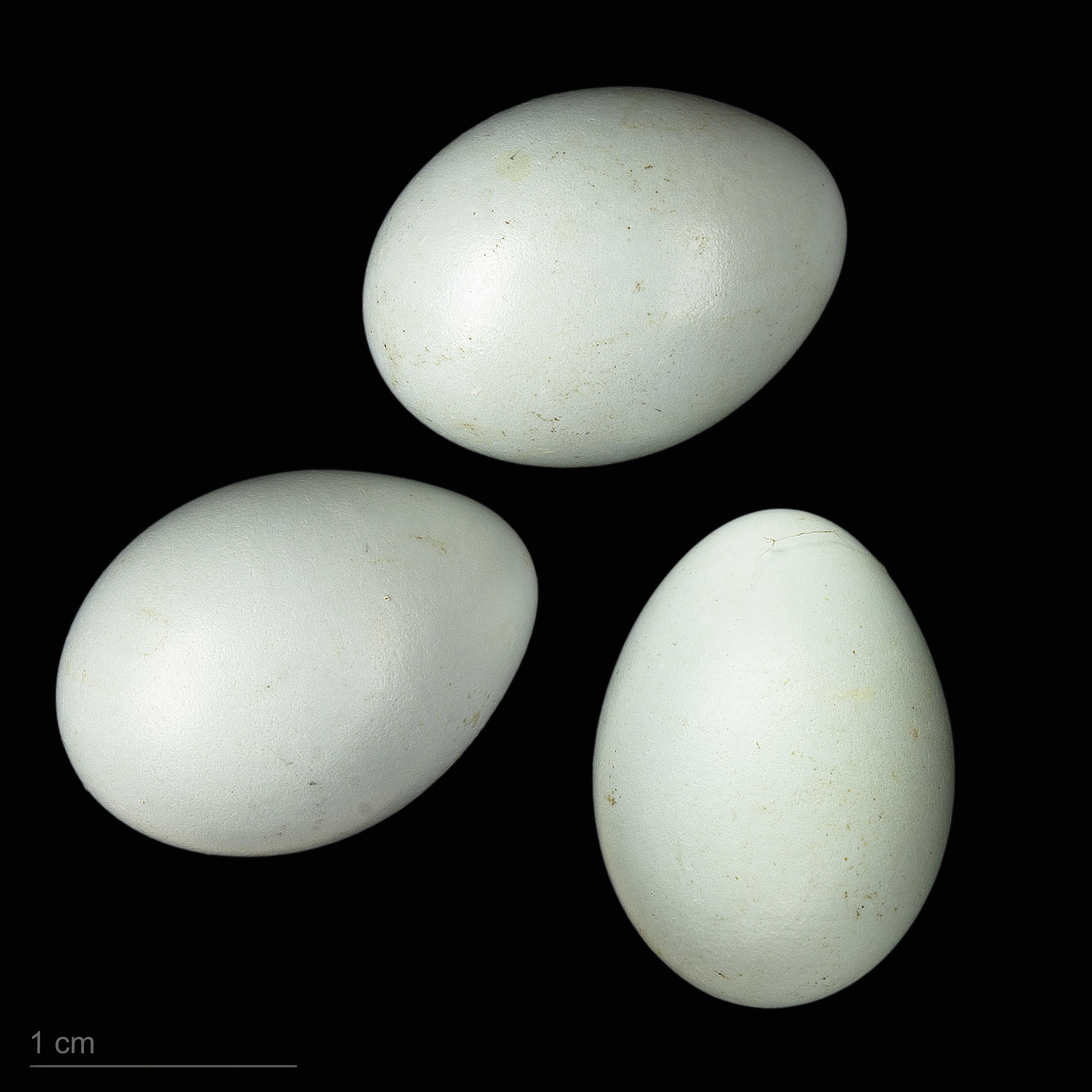
яйце Ficedula semitorquata - Тулузький музей

Мухоло́вка кавказька (Ficedula semitorquata) — вид горобцеподібних птахів родини мухоловкових (Muscicapidae). Гніздиться на Балканах і в Західній Азії, зимує в Африці. В Україні рідкісний гніздовий і перелітний вид.

## Опис
За зовнішним виглядом кавказька мухоловка займає проміжне положення між строкатою і білошиєю мухоловками. Її довжина становить 12-14 см, вага 8-17 г.
У самців під час сезону розмноження верхня частина тіла чорна з білими плямами, нижня частина тіла біла. Від самців білошиєї мухоловки вони відрізняються незамкненим на задній частині шиї "коміром", невеликою білою плямою на лобі (іноді розділеною на дві плями, як у строкатої мухоловки), більш темним надхвістям, широкими білими краями крайніх стернових пер і білими плямами біля основи всіх стернових пер, за винятком центральної пари. Самиці своїм забарвленням є подібні до самиць білошиєї мухоловки. Верхня частина тіла у них світло-коричнева, за винятком чорно-білих крил і хвоста. Молоді птахи є подібними до молодих білошиїм мухоловок.

## Поширення і екологія
Кавказькі мухоловки гніздяться в північній Греції, Албанії, Північній Македонії, Болгарії, Туреччині, Вірменії, Грузії, Азербайджані, в Кавказьких горах в Росії та в горах Загрос і Ельбурс в Ірані. Взимку вони мігрують до Африканських Великих озер — в Кенію, Танзанію, Демократичну Республіку Конго, Південний Судан, Уганду, Руанду і Бурунді. В Україні у 2013 році спостерігався випадок гніздування птаха в Криму.
Кавказькі мухоловки живуть на гірських схилах, порослих дубовими і грабовими лісами, на висоті до 2000 м над рівнем моря, а також в лісах кавказького ясеня Fraxinus oxycarpa на берегах річок, в гаях східих платанів, в старих садах, парках і лісосмугах, в заростях на околицях людських поселень. Вони живляться переважно комахами, яких ловлять в польоті, а також павуками і равликами. Сезон розмноження триває з середини квітня до середини липня. Гніздо має чашоподібну форму, будується самицею з сухого листя, стебел, лишайнику і моху, встелюється конкими корінцями, травою і рослинними волокнами, іноді шерстю, пір'ям і пухом, розміщується в дурлі, іноді в покинутому дуплі дятла або в шпаківні. В кладці 5-6 яєць.

## Збереження
МСОП класифікує цей вид як такий, що не потребує особливих заходів зі збереження. За оцінками дослідників, популяція кавказьких мухоловок становить від 58 до 350 дорослих птахів.